# Nuoto ai campionati mondiali di nuoto 2017 - 50 metri rana maschili
La gara di nuoto dei 50 metri rana maschili dei campionati mondiali di nuoto 2017 è stata disputata il 25 luglio e il 26 luglio presso la Duna Aréna di Budapest. Vi hanno preso parte 81 atleti provenienti da 77 nazioni.
La competizione è stata vinta dal nuotatore britannico Adam Peaty, mentre l'argento e il bronzo sono andati rispettivamente al brasiliano João Gomes Júnior e al sudafricano Cameron van der Burgh.

## Medaglie
| Posizione | Atleta                | Nazionalità   |
| --------- | --------------------- | ------------- |
| Oro       | Adam Peaty            | Gran Bretagna |
| Argento   | João Gomes Júnior     | Brasile       |
| Bronzo    | Cameron van der Burgh | Sudafrica     |

## Programma
| Data           | Ora (UTC+2) | Turno      |
| -------------- | ----------- | ---------- |
| 25 luglio 2017 | 9:30        | Batterie   |
| 25 luglio 2017 | 18:11       | Semifinali |
| 26 luglio 2017 | 18:17       | Finale     |

## Record
Prima della manifestazione il record del mondo e il record dei campionati erano i seguenti.
| Record mondiale       | 26"42 | Adam Peaty Gran Bretagna | 4 agosto 2015 Kazan', Russia |
| Record dei campionati | 26"42 | Adam Peaty Gran Bretagna | 4 agosto 2015 Kazan', Russia |

Durante la competizione è stato battuto il seguente record:
| Data      | Evento       | Atleta     | Nazione       | Tempo | Record                                  |
| --------- | ------------ | ---------- | ------------- | ----- | --------------------------------------- |
| 25 luglio | Batteria 9   | Adam Peaty | Gran Bretagna | 26"10 | Record mondiale · Record dei campionati |
| 25 luglio | Semifinale 2 | Adam Peaty | Gran Bretagna | 25"95 | Record mondiale · Record dei campionati |

## Risultati

### Batterie
| Posizione | Batteria | Corsia | Atleta                              | Nazionalità             | Tempo | Note  |
| --------- | -------- | ------ | ----------------------------------- | ----------------------- | ----- | ----- |
| 1         | 9        | 4      | Adam Peaty                          | Gran Bretagna           | 26"10 | Q, RM |
| 2         | 8        | 5      | Cameron van der Burgh               | Sudafrica               | 26"54 | Q, AF |
| 3         | 8        | 4      | João Gomes Júnior                   | Brasile                 | 26"67 | Q, AM |
| 4         | 7        | 4      | Kevin Cordes                        | Stati Uniti             | 26"83 | Q     |
| 5         | 7        | 3      | Kirill Prigoda                      | Russia                  | 26"91 | Q, RN |
| 6         | 9        | 3      | Felipe Lima                         | Brasile                 | 26"93 | Q     |
| 7         | 9        | 5      | Il'ja Šymanovič                     | Bielorussia             | 27"01 | Q     |
| 8         | 8        | 2      | Fabio Scozzoli                      | Italia                  | 27"04 | Q     |
| 9         | 7        | 5      | Nicolò Martinenghi                  | Italia                  | 27"08 | Q     |
| 10        | 7        | 6      | Yasuhiro Koseki                     | Giappone                | 27"21 | Q, AS |
| 11        | 9        | 7      | Giedrius Titenis                    | Lituania                | 27"24 | Q     |
| 12        | 7        | 2      | Yan Zibei                           | Cina                    | 27"25 | Q, RN |
| 13        | 8        | 7      | Čaba Silađi                         | Serbia                  | 27"27 | Q     |
| 13        | 9        | 6      | Johannes Skagius                    | Svezia                  | 27"27 | Q     |
| 15        | 9        | 2      | Cody Miller                         | Stati Uniti             | 27"31 | Q     |
| 16        | 8        | 3      | Peter John Stevens                  | Slovenia                | 27"39 | QSO   |
| 16        | 9        | 1      | Arno Kamminga                       | Paesi Bassi             | 27"39 | QSO   |
| 16        | 8        | 6      | Vsevolod Zanko                      | Russia                  | 27"39 | QSO   |
| 19        | 9        | 8      | Richard Funk                        | Canada                  | 27"59 |       |
| 20        | 7        | 7      | Nikola Obrovac                      | Croazia                 | 27"61 |       |
| 21        | 6        | 2      | Ari-Pekka Liukkonen                 | Finlandia               | 27"66 |       |
| 22        | 8        | 1      | Jorge Murillo Valdes                | Colombia                | 27"67 |       |
| 23        | 8        | 0      | Christian vom Lehn                  | Germania                | 27"68 |       |
| 24        | 6        | 3      | Matthew Wilson                      | Australia               | 27"69 |       |
| 25        | 7        | 1      | Marcin Tomasz Stolarski             | Polonia                 | 27"73 |       |
| 26        | 8        | 9      | Dmitrij Balandin                    | Kazakistan              | 27"74 |       |
| 27        | 9        | 0      | Youssef El-Kamash                   | Egitto                  | 27"79 |       |
| 27        | 9        | 9      | Renato Prono                        | Paraguay                | 27"79 |       |
| 29        | 6        | 1      | Yannick Käser                       | Svizzera                | 27"84 |       |
| 30        | 6        | 5      | Hüseyin Emre Sakçı                  | Turchia                 | 27"90 |       |
| 31        | 7        | 0      | Marek Botík                         | Slovacchia              | 27"92 |       |
| 32        | 7        | 8      | Édgar Crespo                        | Panama                  | 27"93 |       |
| 33        | 7        | 9      | Ioannis Karpouzlis                  | Grecia                  | 28"07 |       |
| 33        | 8        | 8      | Lachezar Shumkov                    | Bulgaria                | 28"07 |       |
| 35        | 6        | 6      | Martín Melconian                    | Uruguay                 | 28"10 |       |
| 36        | 6        | 7      | Azad Al-Barazi                      | Siria                   | 28"13 |       |
| 36        | 5        | 5      | James Deiparine                     | Filippine               | 28"13 |       |
| 38        | 6        | 4      | Nikolajs Maskaļenko                 | Lettonia                | 28"27 |       |
| 39        | 6        | 9      | Carlos Claverie                     | Venezuela               | 28"28 |       |
| 40        | 5        | 2      | Miguel Alejandro de Lara Ojeda      | Messico                 | 28"29 |       |
| 41        | 5        | 6      | Filipp Provorkov                    | Estonia                 | 28"37 |       |
| 42        | 5        | 7      | Jordy Groters                       | Aruba                   | 28"40 |       |
| 43        | 6        | 8      | Gábor Financsek                     | Ungheria                | 28"44 |       |
| 44        | 5        | 4      | Indra Gunawan                       | Indonesia               | 28"50 |       |
| 45        | 5        | 1      | Kirill Vais                         | Kirghizistan            | 28"61 |       |
| 46        | 6        | 0      | Wu Chun-feng                        | Taipei cinese           | 28"75 |       |
| 47        | 4        | 5      | James Lawson                        | Zimbabwe                | 28"85 |       |
| 48        | 4        | 3      | Mario Alberto Santos Ervedosa       | Angola                  | 29"26 |       |
| 49        | 2        | 4      | Santiago Cavanagh                   | Bolivia                 | 29"29 |       |
| 50        | 4        | 1      | Evghenii Paponin                    | Moldavia                | 29"42 |       |
| 51        | 4        | 2      | N'Nhyn Mhlln G Fernander            | Bahamas                 | 29"75 |       |
| 52        | 5        | 8      | Marc Rojas                          | Rep. Dominicana         | 29"84 |       |
| 53        | 4        | 0      | Sebastien Kouma                     | Mali                    | 29"92 |       |
| 54        | 5        | 0      | Corey Ollivierre                    | Grenada                 | 29"94 |       |
| 55        | 4        | 4      | Gregory Robert Penny                | Isole Vergini Americane | 29"96 |       |
| 56        | 4        | 7      | Rainier Rafaela                     | Curaçao                 | 29"97 |       |
| 57        | 5        | 9      | Roland Toftum                       | Fær Øer                 | 30"16 |       |
| 58        | 3        | 4      | Ronan Wantenaar                     | Namibia                 | 30"27 |       |
| 59        | 3        | 5      | Ashley Seeto                        | Papua Nuova Guinea      | 30"30 |       |
| 60        | 4        | 6      | Abdoul K M Niane                    | Senegal                 | 30"31 |       |
| 61        | 2        | 1      | Adrian Robinson                     | Botswana                | 30"38 |       |
| 62        | 4        | 8      | Epeli Herbert Jordan Rabua          | Figi                    | 30"44 |       |
| 63        | 4        | 9      | Alex Axiotis                        | Zambia                  | 30"65 |       |
| 64        | 1        | 4      | Muis Ahmad                          | Brunei                  | 30"73 |       |
| 65        | 3        | 3      | Anthony Souaiby                     | Libano                  | 30"84 |       |
| 66        | 2        | 5      | Dionisio Augustine                  | Micronesia              | 32"28 |       |
| 66        | 2        | 7      | Tindwende Sawadogo                  | Burkina Faso            | 32"38 |       |
| 68        | 3        | 2      | Shuvam Shrestha                     | Nepal                   | 32"50 |       |
| 69        | 3        | 0      | Slava Sihanouvong                   | Laos                    | 32"60 |       |
| 70        | 2        | 6      | Adil Bharmal                        | Tanzania                | 32"67 |       |
| 71        | 2        | 3      | Ekirikubinza Joshua Tibatemwa       | Uganda                  | 32"77 |       |
| 72        | 1        | 5      | Abdulmalik Ben Musa                 | Libia                   | 32"92 |       |
| 73        | 1        | 2      | Simanga Dlamini                     | eSwatini                | 33"07 |       |
| 74        | 3        | 1      | Alassane Seydou Lancina             | Niger                   | 35"00 |       |
| 75        | 3        | 7      | Moris Beale                         | Sierra Leone            | 35"13 |       |
| 76        | 1        | 3      | Ramziyor Khorkashov                 | Tagikistan              | 35"52 |       |
| 77        | 3        | 6      | Ablam Awoussou                      | Benin                   | 36"34 |       |
| 78        | 1        | 6      | Athoumane Solihi                    | Comore                  | 36"61 |       |
| 79        | 3        | 9      | Hamid Rahimi                        | Afghanistan             | 37"95 |       |
| 80        | 2        | 2      | Ebrahim Esam Mohammed Moh Al-Maleki | Yemen                   | 38"98 |       |
| 81        | 3        | 8      | Houssein Gaber Ibrahim              | Gibuti                  | 40"55 |       |
| -         | 5        | 3      | Wassim Elloumi                      | Tunisia                 | -     | DNS   |
| -         | 2        | 8      | Jegan Y Jobe                        | Gambia                  | -     | DNS   |
| -         | 2        | 0      | Dasar Xhambazi                      | Kosovo                  | -     | DNS   |

### Spareggio
| Posizione | Corsia | Atleta             | Nazionalità | Tempo | Note |
| --------- | ------ | ------------------ | ----------- | ----- | ---- |
| 1         | 4      | Peter John Stevens | Slovenia    | 27"38 | Q    |
| 2         | 5      | Vsevolod Zanko     | Russia      | 27"43 |      |
| 3         | 3      | Arno Kamminga      | Paesi Bassi | 27"41 |      |

### Semifinali
| Posizione | Semifinale | Corsia | Atleta                | Nazionalità   | Tempo | Note  |
| --------- | ---------- | ------ | --------------------- | ------------- | ----- | ----- |
| 1         | 2          | 4      | Adam Peaty            | Gran Bretagna | 25"95 | Q, RM |
| 2         | 1          | 3      | Felipe Lima           | Brasile       | 26"68 | Q     |
| 3         | 1          | 4      | Cameron van der Burgh | Sudafrica     | 26"74 | Q     |
| 4         | 2          | 3      | Kirill Prigoda        | Russia        | 26"85 | Q, RN |
| 5         | 1          | 5      | Kevin Cordes          | Stati Uniti   | 26"86 | Q     |
| 5         | 2          | 5      | João Gomes Júnior     | Brasile       | 26"86 | Q     |
| 7         | 2          | 6      | Il'ja Šymanovič       | Bielorussia   | 26"90 | Q     |
| 8         | 1          | 6      | Fabio Scozzoli        | Italia        | 26"96 | Q, RN |
| 9         | 2          | 2      | Nicolò Martinenghi    | Italia        | 27"01 |       |
| 10        | 1          | 1      | Johannes Skagius      | Svezia        | 27"02 |       |
| 11        | 1          | 2      | Yasuhiro Koseki       | Giappone      | 27"17 | AS    |
| 12        | 2          | 1      | Čaba Silađi           | Serbia        | 27"18 |       |
| 13        | 1          | 8      | Peter John Stevens    | Slovenia      | 27"20 |       |
| 14        | 2          | 7      | Giedrius Titenis      | Lituania      | 27"24 |       |
| 15        | 1          | 7      | Yan Zibei             | Cina          | 27"33 |       |
| 16        | 2          | 8      | Cody Miller           | Stati Uniti   | 27"46 |       |

### Finale
| Posizione | Corsia | Atleta                | Nazionalità   | Tempo | Note |
| --------- | ------ | --------------------- | ------------- | ----- | ---- |
|           | 4      | Adam Peaty            | Gran Bretagna | 25"99 |      |
|           | 7      | João Gomes Júnior     | Brasile       | 26"52 | AM   |
|           | 3      | Cameron van der Burgh | Sudafrica     | 26"60 |      |
| 4         | 5      | Felipe Lima           | Brasile       | 26"78 |      |
| 5         | 2      | Kevin Cordes          | Stati Uniti   | 26"80 |      |
| 6         | 8      | Fabio Scozzoli        | Italia        | 26"91 | RN   |
| 7         | 6      | Kirill Prigoda        | Russia        | 27"01 |      |
| 8         | 1      | Il'ja Šymanovič       | Bielorussia   | 27"27 |      |